# Kornet (titel)
 For alternative betydninger, se Kornet. (Se også artikler, som begynder med Kornet)
Kornet er den laveste officersgrad i kavaleriet, tilsvarende fændrik eller sekondløjtnant i infanteriet. Titlen kommer af kornet, en ældre betegnelse på standarten som denne officer havde ansvar for at bære. Graden benyttes ikke i Danmark nu, men har været i brug indtil 1951, hvor den afskaffedes. Graden (der udtales med tryk på sidste stavelse) var en værnepligtig grad mellem korporal og sergent. Kornetter var ofte værnepligtige med en længere skolegang, der skønnedes egnede som officerer. De kunne forvente udnævnelse til sekondløjtnant ved genindkaldelse. Værnepligtige kunne også blive uddannet til korporaler. Kornettens gradstegn var 2 korporalsvinkler med en roset over, eller på andre uniformer en lille stjerne. 
Pr. januar 2007 er prins Harry af Wales kornet i regimentet The Blues and Royals.
| Militær | Spire Denne artikel om militær er en spire som bør udbygges. Du er velkommen til at hjælpe Wikipedia ved at udvide den. |